# Orós
Orós este un oraș în statul Ceará (CE) din Brazilia.